# Aneddoto
Un aneddoto è un episodio di carattere storico ma marginale e poco noto o caratteristico relativo a un evento o a un personaggio rilevante (una "curiosità"). Può assumere la forma di aforisma o breve racconto all'interno di un discorso più ampio. Il termine deriva dal greco anékdotos, che significa letteralmente "inedito", quindi ignoto ai più, che in origine indicava appunto gli scritti non pubblicati o mantenuti segreti.
L'aneddoto può essere usato a scopo moraleggiante, didattico o retorico, per citare un esempio concreto dell'argomento o principio di cui si sta trattando, o anche a scopo satirico e umoristico o per il semplice gusto della curiosità.
Nella retorica può essere utilizzato per cercare di suffragare la fondatezza di un principio citando una circostanza come esempio della sua applicazione; si tratta tuttavia di un espediente che, dal punto di vista della logica, è ingannevole, in quanto propone di dimostrare una verità universale focalizzandosi su un caso particolare.
Gli scritti satirici o giornalistici utilizzano spesso l'aneddoto come un ingrediente utile per arricchire la cronaca o la critica. Il repertorio degli aneddoti e l'arte di scriverli e raccoglierli è detto aneddotica.

## Evoluzione storica
Nel significato antico, quello di "inedito" (anékdotos), l'aneddoto era uno scritto non precedentemente pubblicato, per motivi di segretezza (esoterico) o contingenti.
Ad esempio, l'opera postuma dello scrittore bizantino Procopio di Cesarea, Storia segreta (Anecdota) utilizzava questo termine come titolo.
Nell'antichità, quello che noi oggi definiamo aneddoto veniva chiamato apoftegma, ossia una battuta impreziosita da una massima moraleggiante, enunciata da un personaggio celebre o comunque accreditata a lui.
La stessa aneddotica morale cristiana ha preso spunto dalla tradizione classica, ricca di ammaestramenti durevoli nel tempo.
Nel corso dei secoli questa accezione è stata parzialmente sostituita da una nuova, che riguarda un'informazione di carattere storico, ma marginale, relativa a un evento importante o a un personaggio rilevante (una "curiosità").
Se a Plutarco (Moralia) sono state attribuite una lunga serie di aneddoti memorabili, anche in epoche successive, come per esempio nel XIII secolo, alcuni scrittori come il Novellino hanno proposto una carrellata esauriente di aneddoti su personaggi celebri.
Anche nel Settecento e nell'Ottocento, la cultura franco-inglese ha proposto una vasta aneddotica, associata, talvolta, ai libri di memorie, e basti citare a questo riguardo le Choses vues di Victor Hugo, i testi di Samuel Johnson.
Talvolta, l'aneddoto ha raggiunto livelli letterari elevati, o lirici, come nel caso del generale Kutùsov presentato da Tolstoj in Guerra e pace oppure alcuni personaggi creati da Bertolt Brecht nelle Storie del signor Keuner.